# Église Saint-Jean-l'Évangéliste de Saransk
L'église Saint-Jean-l'Évangéliste (en russe : церковь Иоанна Богослова) est une église orthodoxe de la ville de Saransk en Russie. C'est l'édifice conservé le plus ancien de la ville et de la région (Mordovie). Elle est inscrite au patrimoine d'importance fédérale. Elle dépend du doyenné central de l'éparchie (diocèse) de Saransk de l'Église orthodoxe russe. Elle a servi de 1991 à 2006 de cathédrale de cette éparchie avant la construction de la cathédrale Saint-Théodore-Ouchakov de Saransk. Elle est consacrée à saint Jean l'Évangéliste.

## Histoire
L'église est construite en 1693 dans la sloboda (faubourg) des Streltsy (archers) de Saransk, remplaçant une église de bois. Elle est agrandie au XVIIIe siècle avec des absides. Le clocher date des années 1810.
L'église est fermée par les autorités communistes pendant une courte période dans les années 1936-1944 où l'on installe les archives du NKVD. Elle est rendue au culte en février 1944, ce qui est une première en Mordovie. Elle demeure pendant longtemps la seule église ouverte au culte de la ville et des alentours de Saransk.
Elle sert de co-cathédrale de l'éparchie de Penza et de 1991 à 2006 sert de cathédrale diocésaine à l'éparchie de Saransk érigée en 1991, l'ancienne cathédrale ayant été démolie par les autorités soviétiques. La nouvelle cathédrale Saint-Théodore-Ouchakov de Saransk est consacrée le 6 août 2006 et l'église Saint-Jean redevient simple église paroissiale. 

## Architecture
L'église se présente en forme de cube, sur lequel cinq dômes décoratifs sont installés - le principal et quatre plus petits. Les moulures de fenêtres, la corniche, les kokochniks, le portail en perspective sont en brique façonnée.

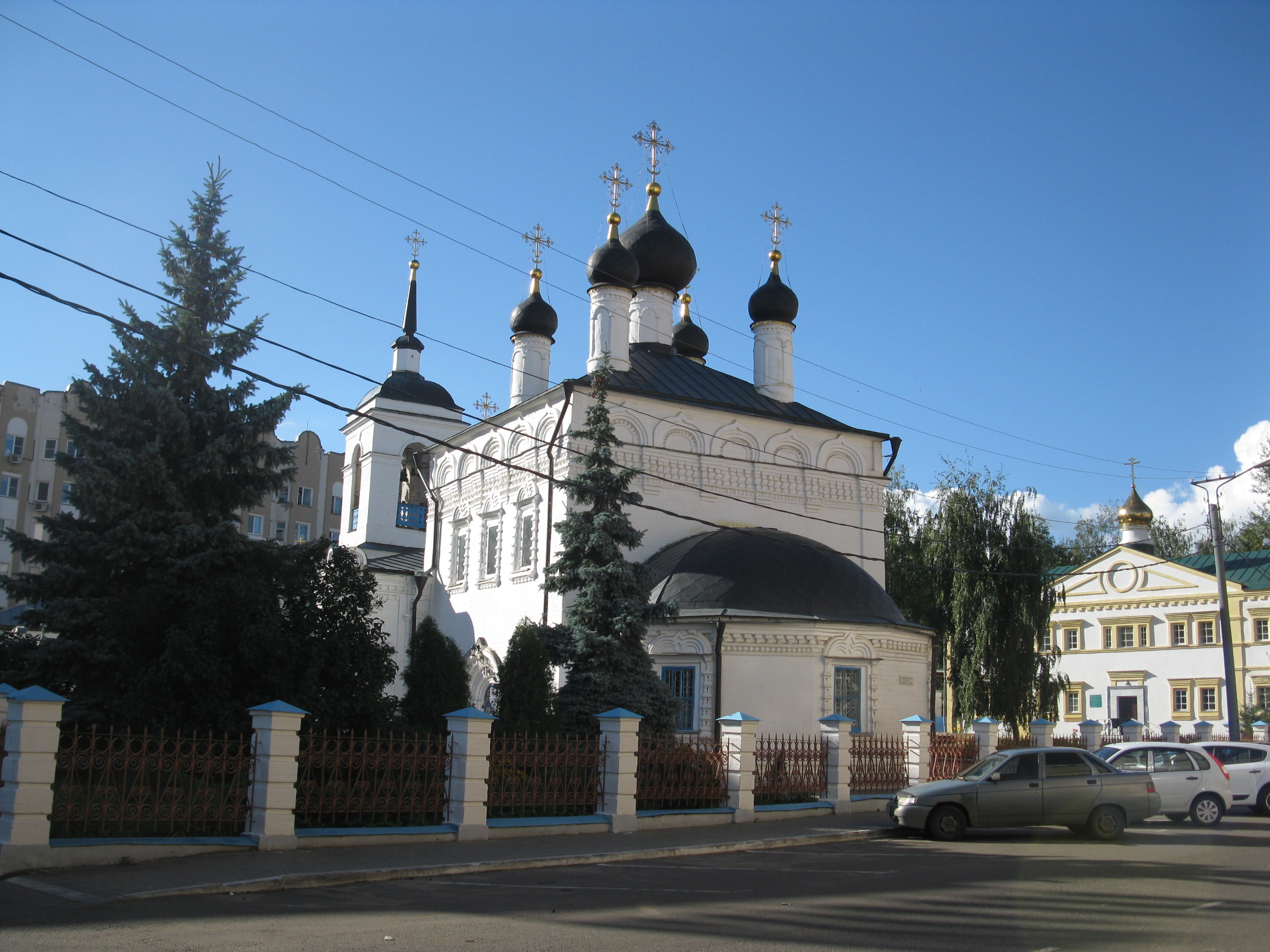
Vue côté levant.